# Leuctra alosi
Leuctra alosi är en bäcksländeart som beskrevs av Navás 1919. Leuctra alosi ingår i släktet Leuctra och familjen smalbäcksländor. Inga underarter finns listade i Catalogue of Life.